# البطولات الوطنية الأمريكية 1947 (كرة مضرب)
قائمة بالأبطال في 1947 البطولات الوطنية الأمريكية لكرة المضرب (المعروفة الآن باسم أمريكا المفتوحة):

## الكبار

### فردي رجال
فاز  جاك كرامر بالبطولة بعد انتصاره على  فرانك باركر
بنتيجة (4–6، 2–6، 6–1، 6–0، 6–3) 

### فردي سيدات
فازت  لويز بروف بالبطولة بعد انتصارها على  مارجريت أوزبورن دوبون بنتيجة (8–6، 4–6، 6–1) 